# 香港小贩文化

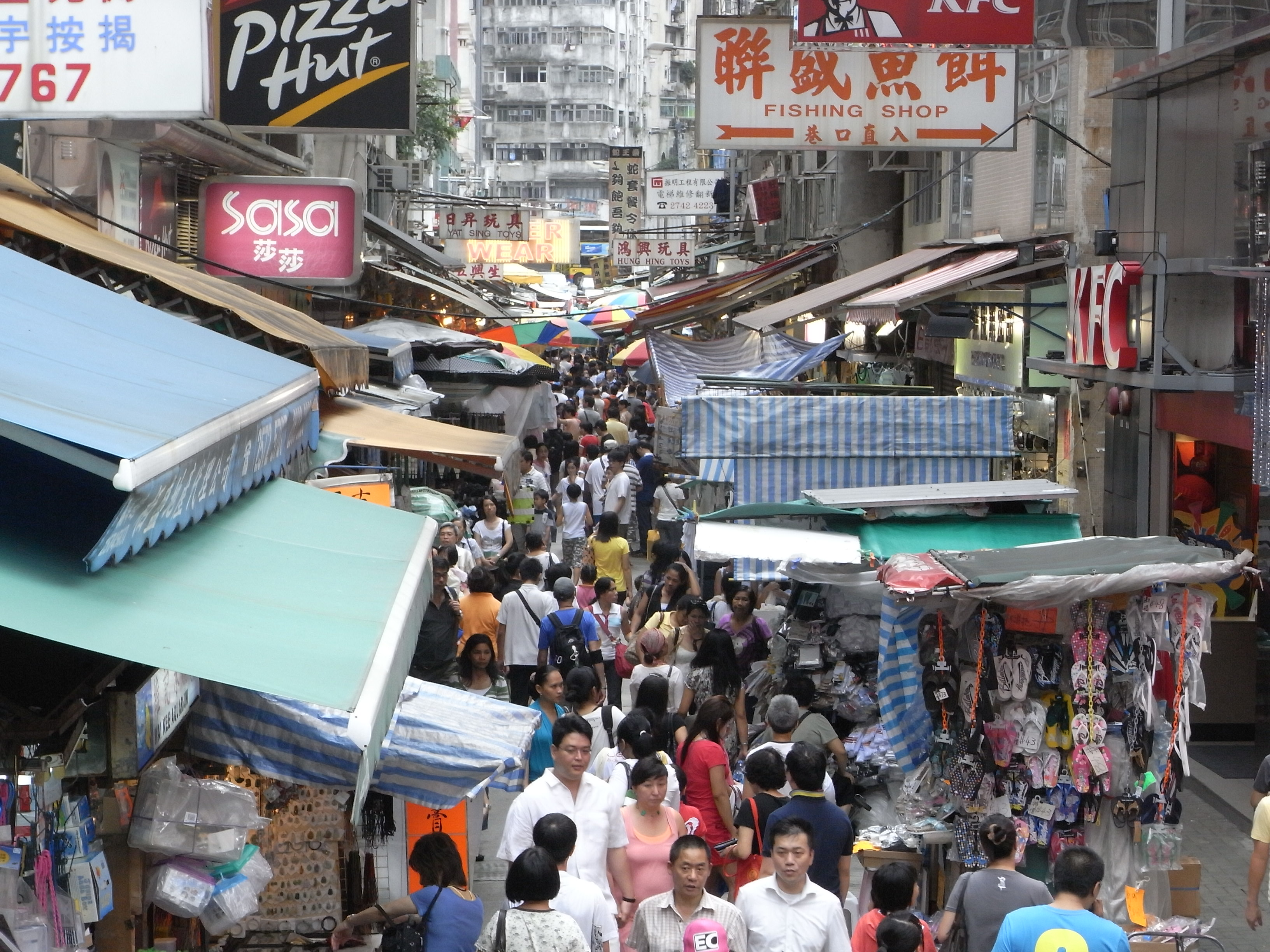
2010年，灣仔一個露天市集

香港小販是指在香港街頭販賣貨品的小販，他們多以販賣低廉貨品及食物為主。 此一行業於香港開埠初期便已出現，並於戰後至20世紀70年代初期期間盛行。到了80年代，香港小販因政府態度改變及城市發展步伐加快而式微。
多年來，小贩一直是香港低下阶层的谋生手段之一，並能讓市民以低廉的價格滿足生活所需。不過政府卻一直認為小販擺賣「不衛生」，並透過市政局及後來的食物環境衞生署（食環署），對之加以規管及取締。

## 特徵
香港小販可分為流動及固定兩大類。他們多以販賣低廉貨品及食物為主。熟食小販會販賣的街頭小吃包括碗仔翅、雞蛋仔、魚蛋等等。
港府在1973年推出小販認可區計劃，嘗試規管小販的經營範圍。梁燕玲在《消失中的小販文化》一文中表示，小贩「不屈不撓的精神，發展出富地道色彩的街道文化」。學者馬國明則認為小販在機動性及存在感上存有優勢。
粵語當中的「走鬼」是指無牌小販見到執法人員後連忙躲避的場面。當中的鬼是指執法人員當中的外籍領隊。

## 歷史

### 1940-1960年代：中國大陸逃港潮

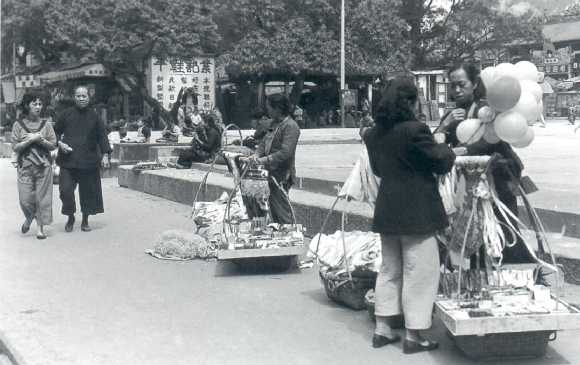
1950年代，在廟街擺賣的小販

在1940-1960年代期間，大量中國大陸居民因政局不穩（比如國共內戰、文化大革命）及饑荒而逃港。他們大多沒有接受教育及低技術。為了謀求生計，他們不少在香港成為了流動小販。這樣一來，他們便可在盡量壓低經營成本的情況下，向當時的勞動人口出售食品、衣服、日用品。當時香港物質水平低下，消費以家庭需要為先，造就了「家庭消費」的崛起。小販的出現正好滿足相關需要。
香港販商聯會（Hong Kong Hawkers Association）估計，1949年香港至少有70,000名小販。在当时，小販生意雖為草根階層帶來了就業機會，但同時也製造了噪音和阻街問題。除此之外，政府也指出，有附近店主認為小販對自身構成了不公平競爭，因為其無須繳付租金便可營業。

### 1960-1970年代：全盛期

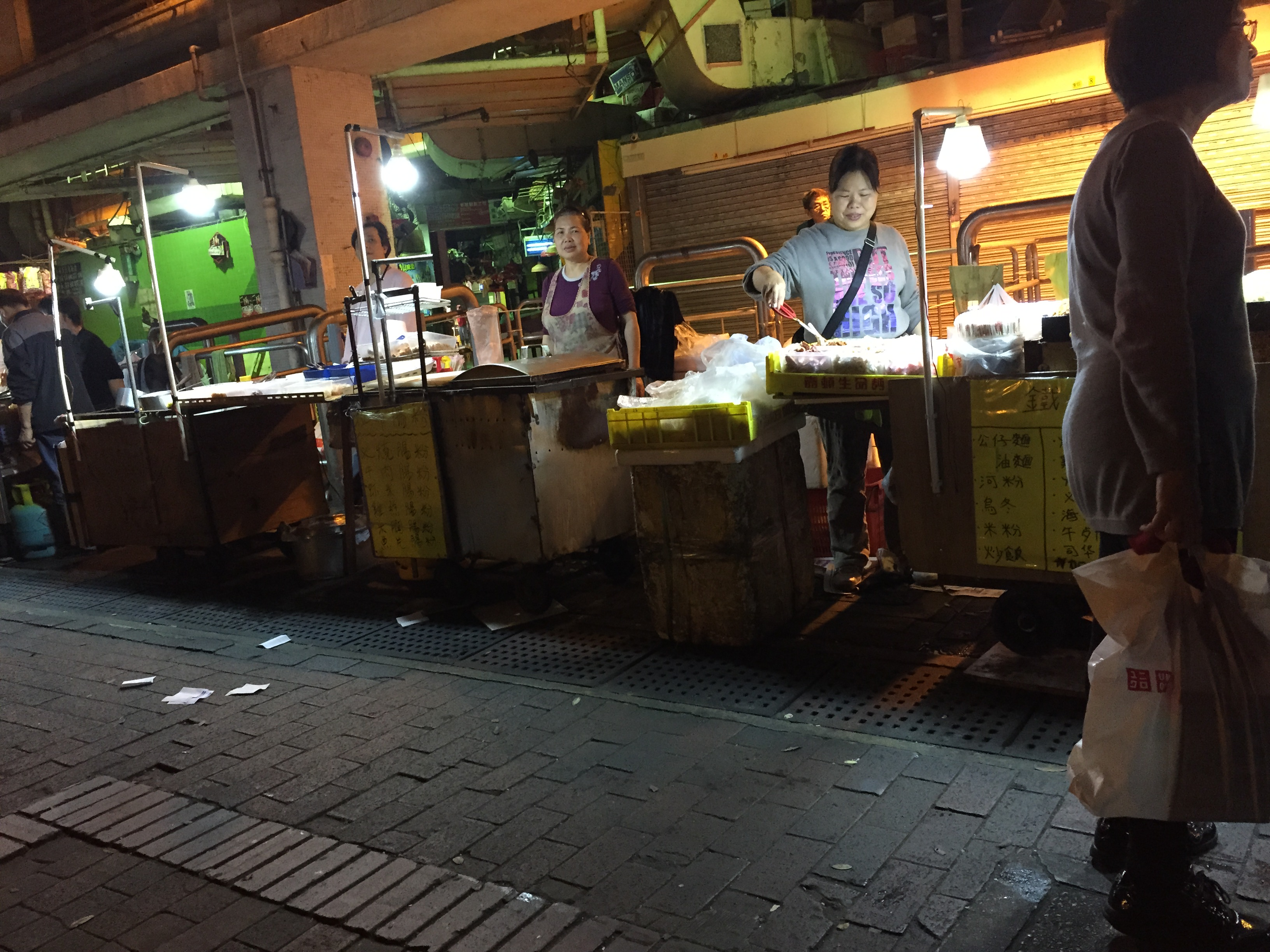
2015年，在屯門擺賣的小販

在1960-1970年代，香港大型商場及街市寥寥可数，政府對小販亦少有監管，故此當時香港約有30多萬人從事這一行業。1970年代能源危機及1973年香港股災使得香港製造業中的工廠出現倒閉潮，亦令不少失業人口轉向從事小販行業。

### 1970-2010年代：加強規管
然而，随着香港現代化和城市化的步伐加快，港英政府開始關注流動小販所帶來的健康衛生問題。在70年代初，當局決定不再簽發新的小販牌照，並禁止流動小販牌照轉讓和繼承。市政局在1971年表示，香港有39033名持牌小贩，另有6000名無牌小贩。自此香港的小販數目便不斷下降。
2002年，港府實施了有效期為五年的「流動小販自願交回牌照計劃」，鼓励流动小販交回牌照。交回牌照的小販可選擇以下任何一個方案：「挑選一個空置固定攤位，成為固定攤位持牌小販；選租公眾街市一個空置檔位，並享有若干特惠租金優惠；領取三萬元的特惠金」，相關計劃其後多次延期至2012年。此一計劃至少吸引了339名持牌流動小販交出牌照。
截至2008年11月30日，香港持牌的固定攤位小販（包括大排檔）有6,594個，流動小販則有552個。
2009年，香港食物及衞生局聯同食環署一起檢討小販發牌政策，並從中檢視重新發牌的可行性。同年開始重新發牌。

### 2010年至2016年：市民對執法的不滿
2010年之後，小販政策的爭議有增無減。一方面，食環署在2015年時曾表明，會在農曆新年夜市期間「嚴厲取締無牌熟食小販」。另一方面，民間則一直有聲音希望保護這種文化。
2014年農曆新年期間，食環署職員在桂林街夜市採取突擊行動，行動中帶走一名小販及没收多部木頭車，引起途人鼓譟。當中更有人指責食環署職員「與民為敵」。食環署職員離開後不久，小販們又再重新開業。
2014年11月，有建制派區議員在深水埗區議會上提出「對無牌小販『零容忍』」，不過當區大部分區議員都同意食環署應為小販尋找合適地點。撐基層墟市聯盟則表示，問題根源在於「政府拒發小販牌照和興建新街市」，令小販只能違法經營。聯盟還稱零容忍政策只會「增加民怨」。2015年农历新年期间，深水埗至少有三个团体为街头小贩发声支持，本土民主前線的成員更協助清理夜市的街道。
2016年2月2日，农历新年臨近时，多名小販與屯門良景邨管理員因佔地問題而發生衝突。2月7日，农历新年前夕，多名小贩在桂林街夜市擺賣，並因此而被警方或食環署職員驱赶逮捕，小麗老師在當中同樣因幫助小販經營而被捕 。
2016年农历新年期間，旺角爆发了一场名為「鱼蛋革命」的暴力衝突，其起因在於食环署以强硬手段取締小贩。
2016年5月22日，东涌逸东邨的居民為反抗領展轄下商場及街市不斷加租，而另立市集。房委会人员為此报警，指他們「阻街」，並跟居民發生爭執。

## 小贩中心列表
以下列出香港的部分小贩中心：
- 鵝頸街市及熟食中心
- 柴灣角熟食市場
- 長洲熟食市場
- 長沙灣熟食市場
- 長達路熟食市場
- 火炭（东/西）熟食市場
- 洪祥熟食市場
- 嘉定熟食市場
- 擊壤路熟食市場
- 建榮熟食市場

## 外部連結
- 露天市集挖寶趣-香港旅遊發展局 （页面存档备份，存于）